# Komunalni center Šiška
Komunalni center Šiška je večji urbanističen prostor v Zgornji Šiški (Ljubljana).

## Zasnova
Center je bil zasnovan kot skupek zgradb okoli Trga prekomorskih brigad z namenom vzpostavitve večjega občinskega središča takratne Občine Ljubljana-Šiška. Gradnja je potekala konec 50. (1960) in večji del 60. let 20. stoletja.
Skupek zgradb okoli trga je sestavljen iz:
- občinske zgradbe (današnji sedež Upravne enote Ljubljana, Izpostava Šiška) na severozahodu trga,
- Bonboniera na severovzhodu trga,
- podhod pod Celovško cesto na vzhodu trga,
- Trgovska hiša v Šiški na vzhodu trga,
- dva stanovanjska bloka na jugu trga,
- samski dom,  nato hotel Ilirija, zdaj pa M Hotel na jugovzhodu trga in
- Kino Šiška na vzhodu trga.

Arhitekt Miloš Bonča, ki je zasnoval Trgovsko hišo in Bonboniero, je za Trgovsko hišo prejel nagrado Prešernovega sklada in nagrado Zveze arhitektov Jugoslavije.
Pozneje so v sklopu širše ureditve trga (v neposredni bližini trga oz. centra) zgradili še Zdravstveni dom Ljubljana Šiška, pošto, Osnovno šolo Riharda Jakopiča in vrtec.